# Ikuhisa Minowa
Ikuhisa Minowa (jap. 美濃輪育久 Minowa Ikuhisa; ur. 12 stycznia 1976 w Hashimie) – japoński zawodnik mieszanych sztuk walki (MMA) oraz wrestler. W swojej karierze MMA występował m.in. dla organizacji Pancrase, UFC, PRIDE, Hero’s, DREAM oraz DEEP. Tryumfator turnieju Pancrase 1999 Neo-Blood Tournament z 1999 roku oraz zwycięzca turnieju bez podziału na kategorie wagowe DREAM Super Hulk Grand Prix z 2009 roku.

## Kariera MMA
Minowa rozpoczął zawodową karierę MMA w 1996 roku. Do 2003 roku związany był z organizacją Pancrase, w której stoczył ponad 40 walk. W latach 2003–2007 występował w czołowej organizacji MMA na świecie − PRIDE FC, walcząc m.in. przeciwko Quintonowi Jacksonowi, Wanderleiowi Silvie, Kazushiemu Sakurabie i Mirko Filipoviciowi (w sumie 17 walk, w tym 9 wygranych).
Po 2007 roku walczył dla innych japońskich organizacji, takich jak: DEEP, Heat, HERO’S i DREAM. W 2009 roku wygrał 8-osobowy turniej DREAM Super Hulk Grand Prix, w finale nokautując Rameau Thierry Sokoudjou.
Minowa, ważący poniżej 90 kg, jest znany z podejmowania walk ze znacznie cięższymi i wyższymi od siebie rywalami, na co dzień walczącymi w kategoriach ciężkiej i superciężkiej. Wielu z nich pokonał, m.in.: Gilberta Yvela, Choi Hong-mana, Boba Sappa, Erica Escha, Kimo Leopoldo, Giant Silvę, Errola Zimmermana, Stefana Leko i Dona Frye'a, zyskując sobie przydomek „The Giant Killer”. 12 października 2013 na gali Road FC 13 w Korei Południowej stoczył swoją setną profesjonalną walkę w MMA wygrywając przez KO w 1. rundzie

## Osiągnięcia

### Mieszane sztuki walki
- 2009: DREAM Super Hulk Grand Prix − 1. miejsce
- 2005: PRIDE Bushido 9: Grand Prix wagi półśredniej − półfinał
- 1999: Pancrase 1999 Neo-Blood Tournament − 1. miejsce